# Gottlieb Haberlandt
Gottlieb Johann Friedrich Haberlandt (Magyaróvár, 1854. november 28. – Berlin, 1945. január 30.) osztrák botanikus. Édesapja Friedrich Haberlandt agrártudós, bátyja Michael Haberlandt etnológus.

## Életpályája
A bécsi egyetemen tanult, ahol 1876-ban doktorált. Ezután Simon Schwendenernél dolgozott a tübingeni egyetemen. 1888-tól a botanika professzora a grazi technikai főiskolán, majd 1910-től a berlini egyetemen. Ő alapozta meg a növényanatómia fiziológiáját és a növényi hormonok társfelfedezője.

## Munkái
- Die Schutzeinrichtungen in der Entwickelung der Heimpflanze. Wien, 1877
- Die Entwickelungsgeschichte des mechanischen Gewerbesystems der Pflanzen. Leipzig, 1879
- Physiologische Pflanzenanatomie. Leipzig, 1884
- Über die Beziehungen zwischen Funktion und Lage des Zellkerns bei den Pflanzen. Jena, 1887
- Das reizleitende Gewebesystem der Sinnpflanze. Leipzig, 1890
- Eine botanische Tropenreise nach dem indo-malayschen Archipel. Leipzig, 1899
- Über Erklärung in der Biologie. 1900
- Die Lichtsinnesorgane der Laubblätter. 1905
- Sinnesorgane im Pflanzenreich zur Perzeption mechanischer Reize. 1906
- Eine botanische Tropenreise. Indo-malayische Vegetationsbilder und Reiseskizzen. 1910
- Über Pflanzenkost in Krieg und Frieden : ein Vortrag. 1916
- Physiologie und Ökologie. I. Botanischer Teil. 1917
- Das Ernährungsproblem und die Pflanzenphysiologie. 1918
- Goethe und die Pflanzenphysiologie. 1923
- Erinnerungen, Bekenntnisse und Betrachtungen. 1933
- Botanische Vademecum für bildende Künstler und Kunstgewerbler. 1936
- Über das Wesen der morphogenen Substanzen (?)